# Дуденхофен
Дуденхофен (њем. Dudenhofen) општина је у њемачкој савезној држави Рајна-Палатинат. Једно је од 25 општинских средишта округа Рајна-Палатинат. Према процјени из 2010. у општини је живјело 5.780 становника. Посједује регионалну шифру (AGS) 7338007.

## Географски и демографски подаци
Дуденхофен се налази у савезној држави Рајна-Палатинат у округу Рајна-Палатинат. Општина се налази на надморској висини од 104 метра. Површина општине износи 13,0 km². У самом мјесту је, према процјени из 2010. године, живјело 5.780 становника. Просјечна густина становништва износи 446 становника/km².

## Међународна сарадња
| Мјесто | Држава  | Врста сарадње | Од    |
| ------ | ------- | ------------- | ----- |
| Мантел | Италија | партнерство   | 1975. |
| Извор  |         |               |       |